# عشق‌های من
عشق‌های من (ایتالیایی: Amori miei) یک فیلم کمدی ایتالیایی به کارگردانی استنو است که در سال ۱۹۷۸ منتشر شد. مونیکا ویتی بابت ایفای نقش در این فیلم برندهٔ جایزه دیوید دی دوناتلو بهترین بازیگر زن شد.

## بازیگران
- مونیکا ویتی
- جانی دورلی
- انریکو ماریا سالرنو
- ادویژ فنش